# Ursprung 2010

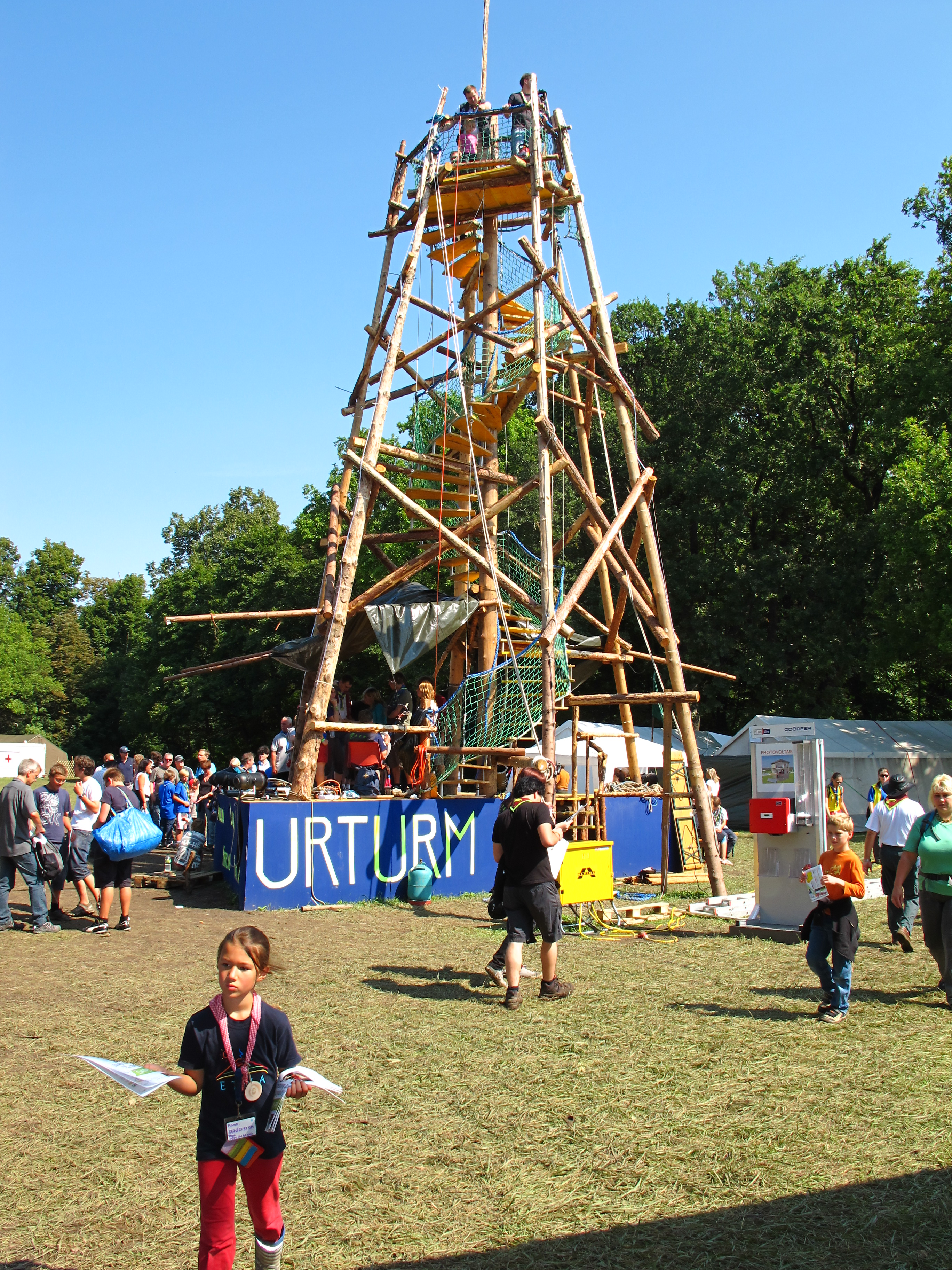
Lagerwahrzeichen urTurM

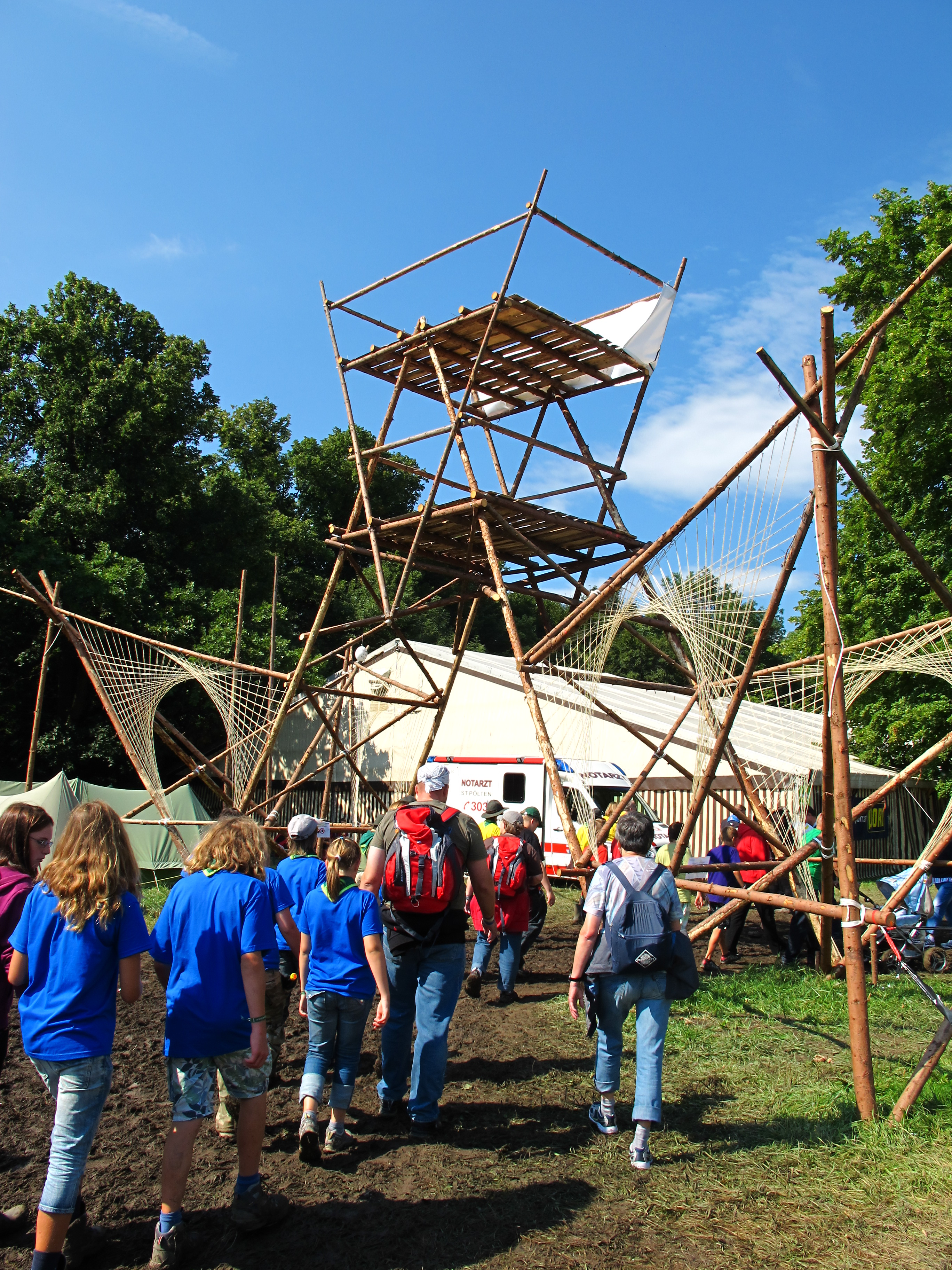
Rundholz-Bauten mit Schnurkunstwerken

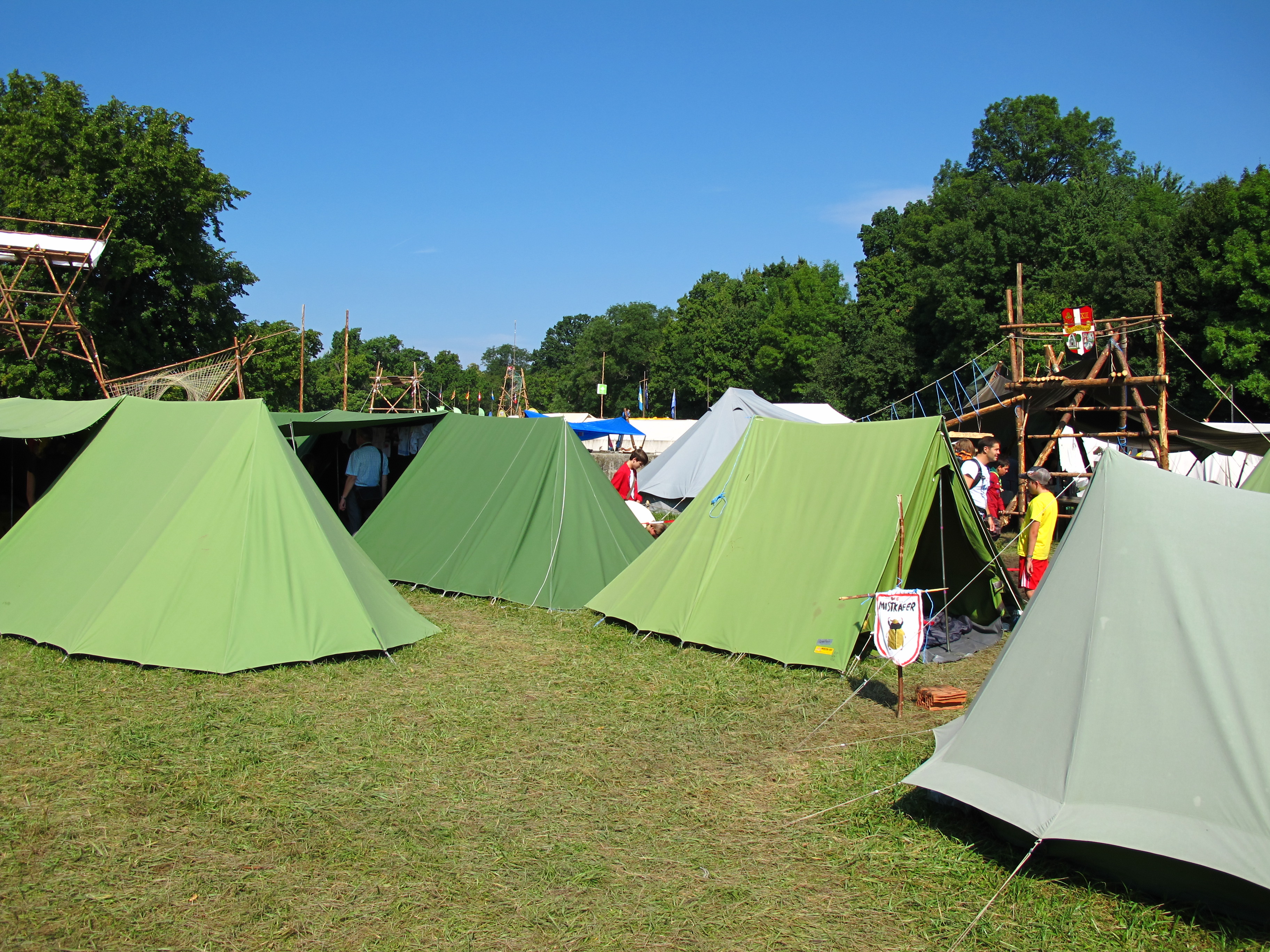
Zeltlager

Ursprung 2010 (eigene Schreibweise: urSPRUNG 2010 Austrian Jubilee Jamboree) war ein internationales Jamboree, ein von niederösterreichischen und Wiener Pfadfindern veranstaltetes Großlager, das vom 2. bis 12. August 2010 im Schlosspark von Laxenburg in Österreich stattfand. Das Jubiläumslager wurde zum 100. Geburtstag der Pfadfinderbewegung in Österreich veranstaltet und war (nach dem 7. World Scout Jamboree 1951 in Bad Ischl) das zweitgrößte jemals in Österreich abgehaltene Pfadfinderlager.

## Basisdaten
Am Sommerlager nahmen 6.600 Pfadfinder und über 1.000 Personen Betreuungspersonal teil. Mehr Teilnehmer an einem Pfadfinderlager in Österreich hatte bisher nur das 7. World Scout Jamboree 1951 in Bad Ischl. Zum Lager kamen Kinder und Jugendliche im Alter von 10 bis 21 Jahren aus Österreich und 28 weiteren Ländern. Neben seiner Funktion als Schlafstätte und Veranstaltungsort war das Lager die Ausgangsbasis für Ausflüge nach Niederösterreich und Wien. Das Lagergelände erstreckt sich über 2,5 km Länge und 1,5 km Breite. Über 1.500 Zelte wurden aufgestellt, 60.000 Laufmeter Stangenholz angeliefert, 5 km Wasserleitungen, 15 km Stromleitungen und 5 km Telefonleitungen verlegt. Das Jubiläumslager wurde vom Niederösterreichischen und Wiener Landesverband der Pfadfinder und Pfadfinderinnen Österreichs (PPÖ) veranstaltet. Die Organisation erfordert dreieinhalb Jahre Vorbereitungszeit durch rund 200 ehrenamtliche Leiter.

### Thema
Das 100-Jahr-Jubiläum wurde zum Anlass genommen, Überlegungen und Konzepte für die nächsten hundert Jahre zu entwickeln. Dazu wurde eine Rahmengeschichte konstruiert, die das Leitthema für diverse Lageraktivitäten und zur Ableitung diverse Bezeichnungen z. B. für Unterlager dient. Die Geschichte des Ursprung-Lagers war eine alle 100 Jahre stattfindende Zukunftskonferenz, zu der Vertreter aus verschiedenen Epochen der Menschheitsgeschichte geladen werden. Weithin sichtbares Lagerwahrzeichen war der Urturm, eine 12 Meter hohe Rundholzkonstruktion mit Aussichtsplattform und Bühne als zentraler Treffpunkt.

## Teilnehmer
Die verschiedenen Altersstufen waren in getrennten Bereichen organisiert.

### Guides und Späher (10 bis 13 Jahre)
Im Lager der Stufe der Guides und Späher (10 bis 13 Jahre) mit 1.900 Kindern, beim Ursprung GnUrPS genannt, stand das Abenteuer im Vordergrund. Mit 450 begleitenden Pfadfinderleitern und 160 weiteren Mitarbeitern bauten die Kinder Feuerstellen, kochten gemeinsam am offenen Feuer, schliefen im Zelt und entdeckten neue Fähigkeiten. In zehn Unterlagern hatten die Kinder aus Österreich, Deutschland und Südtirol die Möglichkeit, die Programme gemeinsam zu erleben, wobei die Lagersprache in dieser Altersstufe Deutsch ist.

### Caravelles und Explorer (13 bis 16 Jahre)
Unter den 13- bis 16-jährigen, bei den Pfadfindern als Caravelles und Explorer bezeichnet, mit insgesamt 2.220 Personen, befanden sich knapp 500 Besucher aus Belgien, Bulgarien, der Schweiz, Deutschland, Spanien, Großbritannien, Griechenland, Irland, Island, Italien, Luxemburg, Polen, Hongkong, Israel und den USA. 100 ehrenamtliche Erwachsene sorgten für den reibungslosen Ablauf. Die Programme für diese Altersstufe standen unter dem Motto „Mitmachen statt Teilnehmen“. Tische, Kochstellen, Liegestühle, Tore, Schaukeln etc. wurden selbst gebaut. Am Plan standen verschiedene Aktivitäten außerhalb des Lagers in Niederösterreich und Wien (Wandern, Klettern, Segeln, Kanufahren, Kultur, Film, Technik).

### Ranger und Rover (16 bis 21 Jahre)
1.100 Jugendliche, die Ranger und Rover zwischen 16 und 21 Jahren, organisiert in Kleingruppen (Rotten), die sich ihre bevorzugte Kocheinheit (Kombüse) mit ca. 25 Personen selbst wählen, waren Schwerpunktmäßig auf die Offsite Activities ausgerichtet. Ca. 40 Aktivitäten wurden für die umliegenden Bundesländer angeboten. Das größte Stadtgeländespiel aller Zeiten, das „WUrsSTSEMMEL MONOPOLY“ fand in Wien mit über 1.000 RaRo statt. Die Jugendlichen erforschten Wien, die Sagenwelt, machten sich mit heimischen Besonderheiten vertraut und erlebten eine Riesen-Rätsel-Abenteuer-Rallye unter dem Motto der Wurstsemmel („Wurstsemmel Monopoly“).

### Gäste
Das Lager wurde von vielen prominenten Gästen aus Politik und Wirtschaft, unter anderem dem Bundespräsidenten Österreichs (Heinz Fischer) besucht. Am Besuchersonntag kamen geschätzte 20.000 Gäste, überwiegend Angehörige der Pfadfinder, ins Lager.

## Trivia
- Laut Veranstalter wurden für die Teilnehmer 217.800 Mahlzeiten und für die Mitarbeiter 35.064 Mahlzeiten ausgegeben.
- Von der eigens produzierten Lagerzeitung wurden 664.000 Seiten gedruckt.
- Insgesamt verursachte das Lager 70 Tonnen sortierten und geordneten Müll.
- Auf dem während des Lagers stattfindenden Rockkonzert Laute Nacht traten unter anderem die Wiener Bands Addle Motion und Lunaffair auf.